# HMS Valiant (1914)
HMS Valiant (Его Величества Корабль «Вэлиент» — англ. доблестный) — британский супердредноут типа «Куин Элизабет». Участвовал в обеих мировых войнах. Заложен 31 января 1913 года на верфи компании Fairfield Shipbuilding в Говане, Шотландия. Спущен на воду 4 ноября 1914 года. Вступил в строй 19 февраля 1916 года.

## История службы

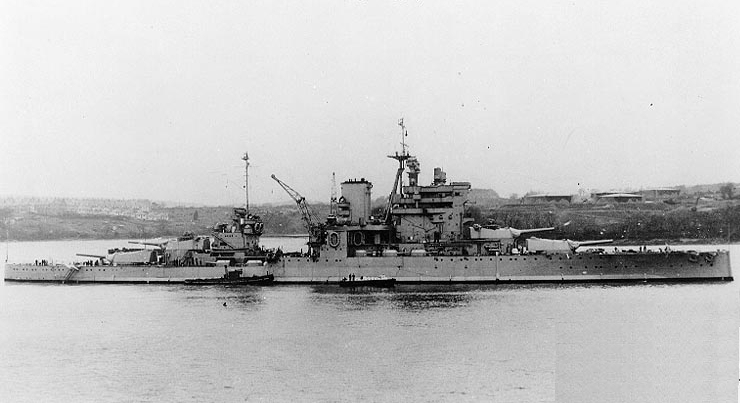
«Вэлиент» в 1939 году

Во время Первой мировой война «Вэлиент» участвовал в Ютландском сражении, при этом его расход боезапаса составил 288 снарядов главного калибра и 1 торпеду. Попаданий вражеских снарядов не имел. 24 августа 1916 года он столкнулся с линкором «Уорспайт», после чего встал на ремонт почти на месяц.
Во время Второй мировой войны «Вэлиент» сначала охранял трансатлантические конвои, затем
принимал участие в атаке вишистского флота в Мерс-эль-Кебире, в бою при Матапане.
19 декабря 1941 года линкор в гавани Александрии серьёзно повредили итальянские диверсанты, применившие человеко-торпеды. После ремонта в августе 1942 года линкор вновь продолжил службу.
В 1943 году он поддерживал огнём высадку десантов на Сицилии и в Салерно.
В начале 1944 года линкор был переведён в Индийский океан для участия в операциях против Японии. 8 августа 1944 при постановке линкора в плавучий док в Тринкомали док затонул и линкор получил тяжелые повреждения. Он проходил ремонт и в октябре 1944 года отправился в Великобританию, но сел на мель в южной части Суэцкого канала, после чего вновь потребовался ремонт.
1 февраля 1945 года линкор был выведен из состава флота для прохождения ремонта. После окончания войны продолжать работы на устаревшем линкоре не имело смысла и было принято решение использовать его в качестве плавучей казармы при учебном отряде кочегаров.
Во время войны на корабле проходил службу Филипп, герцог Эдинбургский.
19 марта 1948 года линкор был продан на слом, и в 1950 году был разделан на металл.